# Wasserverbandsgesetz
Das deutsche Wasserverbandsgesetz regelt Errichtung, Status, Umgestaltung und Auflösung von Wasser- und Bodenverbänden.
Es löste 1991 das bis dahin geltende Gesetz über Wasser- und Bodenverbände vom 10. Februar 1937 (Reichsgesetzblatt I S. 188) sowie die Erste Verordnung über Wasser- und Bodenverbände (WVVO) vom 3. September 1937 (RGBl. I S. 933) ab (§ 78 WVG).

## Weblinks

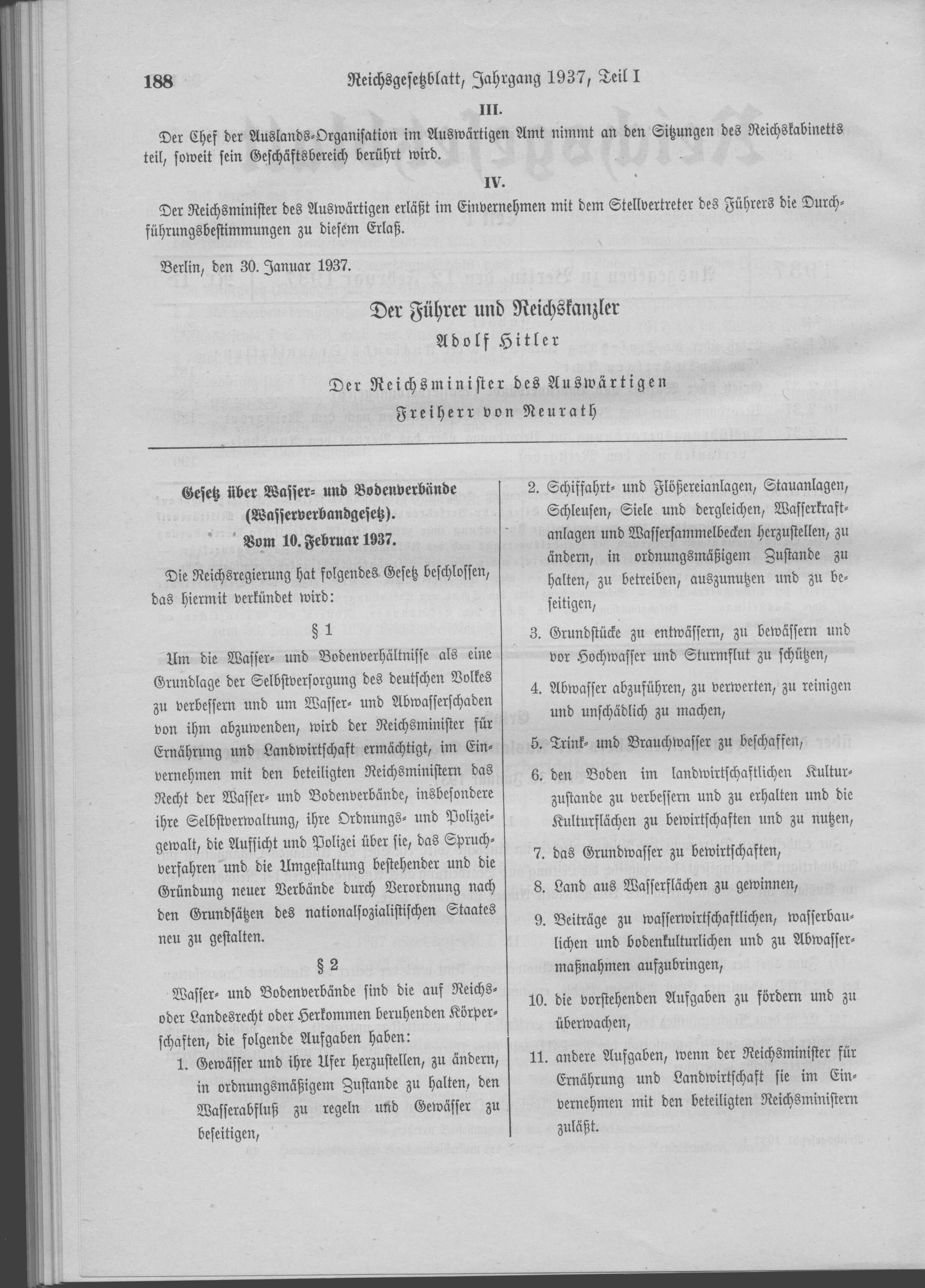
Gesetz über Wasser- und Bodenverbände (Wasserverbandgesetz) vom 10. Februar 1937